# تسک سربلوطی
تِسِک سربلوطی (نام علمی: Cettia castaneocoronata)، یک پرنده آوازخوان کوچک حشره‌خوار که در گذشته از خانواده "سسکان جهان قدیم" بود اما امروزه در خانواده سسکان بیشه (Cettiidae) جای می‌گیرد.

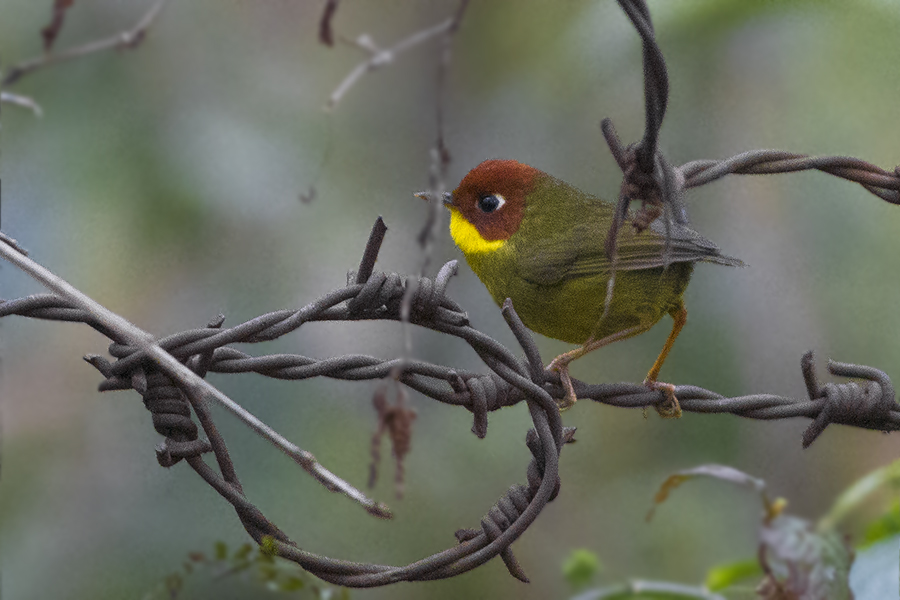
از ذخیره گاه زیست کره Khangchendzonga، هند.

در بنگلادش، بوتان، چین، هند، لائوس، میانمار، نپال، تایلند و ویتنام یافت می‌شود. زیستگاه‌های طبیعی آن جنگل‌های پهن‌برگ نمناک گرمسیری و نیمه‌گرمسیری و جنگل‌های کوهستانی نمناک نیمه‌گرمسیری یا گرمسیری است.